# Maria McKee
Pour les articles homonymes, voir McKee.
Maria McKee (Maria Louise McKee) est une chanteuse américaine née le 17 août 1964 à Los Angeles. Elle fut la chanteuse du groupe Lone Justice (en) de 1982 à 1988. Elle mène depuis une carrière solo de chanteuse folk/country.

## Biographie
Maria McKee naît le 17 août 1964  à Los Angeles. Elle est la demi-sœur de Bryan MacLean, chanteur et guitariste de Love de 1965 à 1969.

## Discographie

### Albums avec Bryan MacLean
- 1981 : No One Was Kinder (LP)
- 2005 : No One Was Kinder (Réédition CD)

### Albums avec Lone Justice
- 1985 : Lone Justice (LP)
- 1986 : Shelter (LP)
- 1988 : Lone Justice Live! (Vidéo VHS enregistrée et filmée en live at The Ritz - New York City, NY 12/13/86 / 1988 Geffen Records)
- 1993 : BBC Radio 1 Live in Concert (CD)
- 2003 : The Best Of Maria McKee and Lone Justice : 20th Century Masters / The Millennium Collection (Compilation)

### Albums solos
- 1989 : Maria McKee
- 1993 : You Gotta Sin to Get Saved
- 1996 : Life Is Sweet
- 2000 : Ultimate Collection
- 2003 : High Dive
- 2003 : The Best Of Maria McKee and Lone Justice : 20th Century Masters / The Millennium Collection (Compilation)
- 2003 : Gino - Live at Club Gino Stockholm, May 1, 1996, avec 2 titres bonus tracks enregistrés par MTV Europe.
- 2004 : Live in Hamburg
- 2005 : Peddlin' Dreams
- 2006 : Live - Acoustic Tour 2006
- 2007 : Late December
- 2008 : Live at the BBC (Enregistrements live à la BBC en 1991 & 1993)
- 2020 : La Vita Nuova

### Musiques de film
- 2013 : After the Triumph of Your Birth de Jim Akin - Cocomposition des titres de la BO avec le réalisateur et scénariste du film Jim Akin. Maria McKee assure les voix et le piano des sessions d'enregistrement.